# Catch .44
Catch .44 è un film del 2011 diretto da Aaron Harvey.
Film indipendente, su soggetto dello stesso regista, con protagonisti Bruce Willis, Forest Whitaker, Malin Åkerman, Deborah Ann Woll e Nikki Reed.

## Trama
Tes, Kara e Dawn sono tre criminali assoldate da Mel per un lavoretto all'apparenza molto semplice che frutterà alle ragazze un bel gruzzolo. Ma quando si rendono conto di essere state truffate, sarà troppo tardi per tirarsi indietro e dovranno lottare per avere salva la vita.

## Produzione
Le riprese sono iniziate l'8 luglio 2010 in Louisiana. All'inizio, ci sono stati diversi cambiamenti nel cast, in particolare nel ruolo protagonista femminile. Maggie Grace e Sarah Roemer erano state originariamente ingaggiate per interpretare rispettivamente Tes e Dawn, ma hanno dovuto abbandonare a causa di altri impegni cinematografici fissati in precedenza. Laura Ramsey è stata considerata per il ruolo di Dawn.
Dopo che Malin Åkerman ha firmato per interpretare Tes, Bruce Willis e Forest Whitaker si sono uniti al cast. Successivamente sono state ufficialmente confermate Lizzy Caplan e Kate Mara nei ruoli di Dawn e Kara. Tuttavia, pochi giorni dopo, la Caplan è stata sostituita da Deborah Ann Woll per il ruolo di Dawn. Kate Mara ha abbandonato il film in quanto impegnata nelle riprese di un altro film ed è stata rimpiazzata da Nikki Reed, completando così il cast.

## Distribuzione
Il trailer è stato diffuso on-line il 15 novembre 2011 mentre il film è stato distribuito negli Stati Uniti in DVD il 20 dicembre 2011. In Italia è stato pubblicato direttamente per l'home video il 27 dicembre 2012.